# Wies (Cheb)
Wies je zaniklá vesnice na území obce Cheb, v k. ú. Háje u Chebu v okrese Cheb v Karlovarském kraji. Úředně byla vesnice zrušena v roce 1958.

## Historie
Svatokřížský les dlouhá léta vlastnil Rytířský řád křižovníků s červenou hvězdou, který na Chebsku působil od roku 1270 až do druhé světové války.
První písemná zmínka o osadě pochází z roku 1748, kdy zde na místě označované V lukách upevnila chebská měšťanka Barbara Stolzer na strom obraz zbičovaného Krista. Od té doby se stalo významným poutním místem. V roce 1750 nechal chebský magistrát postavit faru a další rok přestavět kapli v poutní kostelík Zbičovaného Vykupitele. V této hrázděné jednolodní stavbě s valbovou střechou byl v chóru za oltářem umístěn kmen stromu, kterému byla připisována léčivá moc a ze kterého si každý návštěvník odnášel zázračné třísky. Aby magičnost poutního místa zůstala zachována, musel být zbytek kmene po krátké době ochráněn plechovým pouzdrem. Dalším zdrojem poutního zázraku se pak stala studánka pod kaplí, jejíž pramenitá voda prý pomáhala předcházet slepotě. U poutního místa vznikla brzo ves, která se v roce 1881 stala osadou obce Háje. Při vesnici na státní hranici stál rybník, který patřil k chorobinci. Zmínky o vlastní škole pochází z roku 1797, v roce 1905 zde byl vybudován sirotčinec. Výletní restaurace se stala místem pravidelných oslav chebských ostrostřelců.
Po druhé světové válce postihl vesnici odsun německého obyvatelstva. V roce 1948 měla osada Wies dostat úřední jméno Stráž u Chebu. K tomu však nedošlo. Hranice byla uzavřena a v roce 1948 začala demolice vesnice, ze které zůstal stát pouze kostelík a hostinec. V roce 1952 byl kostelík a poslední budova vyhozeny pohraničníky do vzduchu. O posledním z poutního místa Wies vypovídá událost z podzimu roku 1951. Dělníci na zbořeništi si rozdělali u závory oheň. Jeden z nich přinesl z kostela krucifix a po rozbití ho hodil do ohně. Po uhašení ohně neshořelou postavu Krista pověsil na závoře. Příslušníci německé pohraniční policie si ji přitáhli tyčí a sošku zachránili. Z interiéru kostela se dochovaly pouze čtyři tabulové votivní obrazy, které jsou vystaveny v muzeu ve Františkových Lázních, a zachráněné torzo Krista, umístěné v klášteru ve Waldsassenu.
Do místa vesnice byla umístěna k hraničnímu přechodu 21. rota Svatý Kříž pohraničního praporu a brigády Cheb.
Po roce 1990 byla v sousední vesnici Svatý Kříž postavená celnice s hostincem, která nesla název Svatý Kříž.

## Obyvatelstvo
V roce 1930 bylo ve Wiesu 15 domů a žilo zde 104 obyvatel.